# Atzél Béla
Báró borosjenői Atzél Béla Antal József (Borosjenő, 1850. október 31. – Budapest, 1900. március 29.) neves utazó, földbirtokos, képviselőházi tag, az országos kaszinó igazgatója.

## Élete
Atzél István báró és Hugonnai Emília grófnő egyetlen fiúgyermeke. 9 évesen édesanyját, 16 évesen pedig édesapját is elveszítette, így húgával, Ilonával egyetemben nagybátyja, Atzél Lajos gyámsága alá került. 1874-ben indult először külföldre, és még abban az évben feleségül vette Ileanát, Gheorge Ghermani román szenátor leányát. Feleségével beutazta Európa összes országát, de hosszú utakat tett Ázsiában és Afrikában is. Bejárta Egyiptomot, Szíriát, Tunéziát, Algériát, Marokkót, a mai Törökországot, Palesztinát, de Arábiát és Indiát is. Az 1892-es választásokon a bodajki választókerület képviselője lett a Szabadelvű Párt színeiben. A közéletben is fontos szerepet játszott. Ő alapította a Park-klubot, aminek fényűző berendezése országos hírű volt. Kisvártatva megválasztották az országos kaszinó igazgatójává is, melynek berendezését a Park-klubéhoz hasonlatosra alakított át.

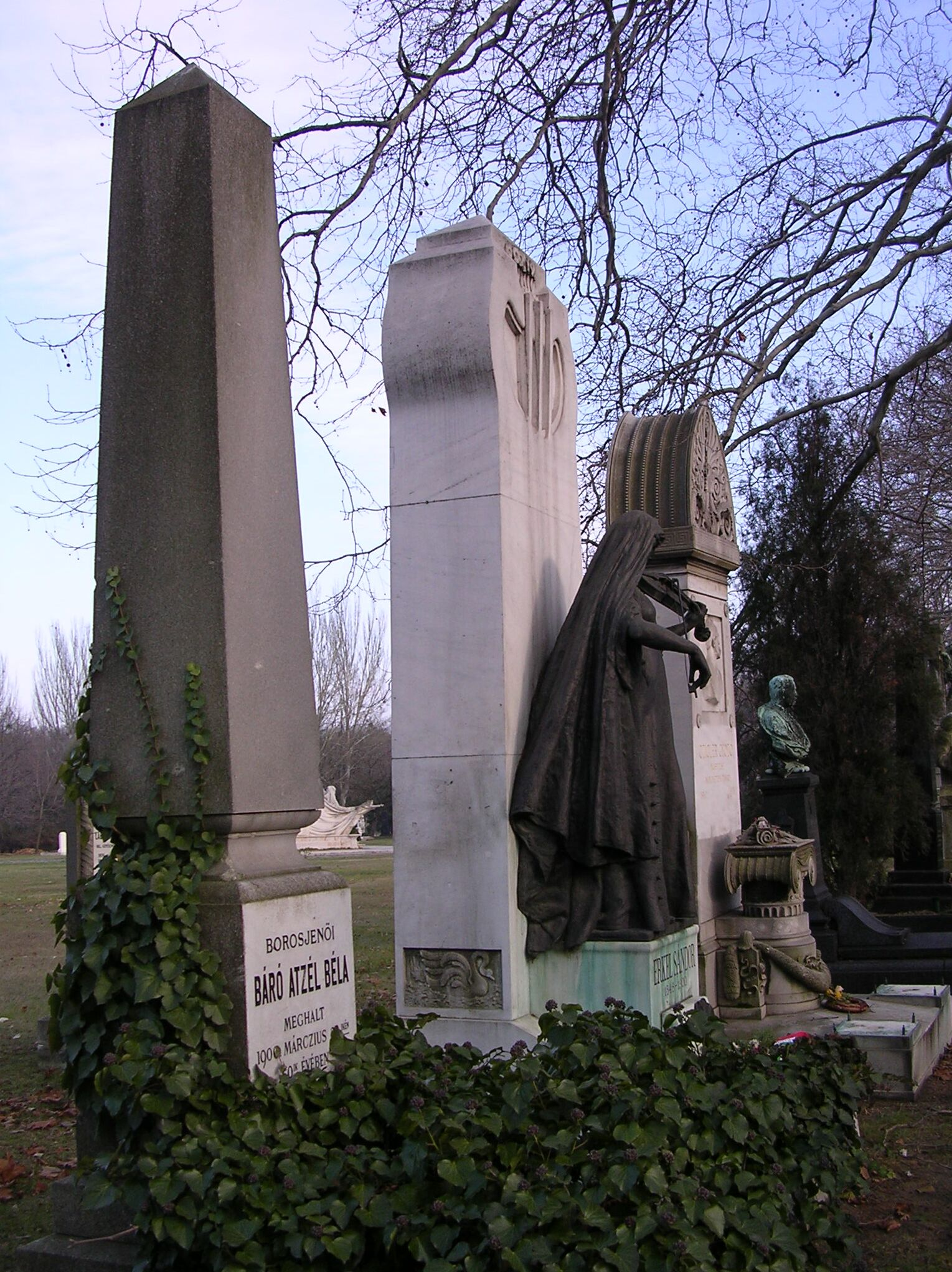
Sírja a Fiumei úti sírkertben 2004-ben

## Családja
1874. október 25.-én, Budapesten vette feleségül Ileana Ghermani de Glina (1844-1916) kisasszonyt, két fiuk született:
- György (elesett a II. búr háborúban a búrok oldalán)
- Elemér Lajos Mór György (1876-1919), felesége: gróf cegei Wass Mária